# Station Eksaarde
Station Eksaarde is een voormalig spoorwegstation langs spoorlijn 77A (Lokeren - Moerbeke-Waas) in Eksaarde, een deelgemeente van de stad Lokeren.
Het station was ook deels een kopstation met een aantal opstelsporen.
Bokselaar · Daknam · Dender & Waas · Eksaarde · Lokeren · Lokeren-Oost · Staakte · Zeveneken
0,0: Lokeren ·
2,5: Daknam ·
5,4: Eksaarde ·
9,0: Moerbeke-Waas